# Czesław Kowalski (projektant)
Czesław Kowalski (ur. 18 czerwca 1930 w Stołpcach, zm. 14 grudnia 2006 w Poznaniu) – artysta plastyk, projektant mebli i architekt wnętrz, scenograf, nauczyciel akademicki – profesor ASP w Poznaniu. Razem z żoną – Bogusławą Michałowską-Kowalską twórca projektów mebli, a zwłaszcza „Mebli Kasetonowych MK”, słynnej meblościanki.

## Życiorys
Urodził się w Stołpcach nad Niemnem, w zubożałej drobnoszlacheckiej rodzinie. W latach 1947–1951 uczęszczał do Państwowego Liceum Sztuk Plastycznych w Zamościu. W roku 1951 wyjechał do Poznania studiować na Wydziale Architektury Wnętrz Państwowej Wyższej Szkoły Sztuk Plastycznych. W trakcie studiów, w 1956 r. wraz z Bogusławą zostali zdobywcami pierwszej nagrody w konkursie rozpisanym przez Zrzeszenie Studentów Polskich na scenografię do „Lady Godiwy” Leopolda Staffa, wyróżniając się projektem nowoczesnym, oszczędnym w formie, lecz wyrazistym. 5 lipca 1957 roku Czesław Kowalski uzyskał dyplom ukończenia studiów w pracowni profesora Jerzego Staniszkisa. Od 1958 roku Bogusława i Czesław rozpoczęli współpracę z przemysłem meblarskim.

## Scenografie
Po studiach, od 1 października 1959 roku, został zatrudniony jako scenograf w Państwowym Teatrze Dramatycznym w Poznaniu. Równocześnie Czesław pracował jako asystent Piotra Potworowskiego przy sporządzaniu scenografii teatralnych dla teatrów Poznania, Katowic, Warszawy i Szczecina. W 1961 roku otrzymał stanowisko stałego scenografa w Państwowym Teatrze Ziemi Lubuskiej w Zielonej Górze.

### Realizacje
- z Bogusławą, „Lady Godiwa” Leopolda Staffa (2 maja 1956 Studencki Teatr Dramatyczny UAM wystawia „Godiwę” ze scenografią Kowalskich),
- „Kunszt miłości” Jerzego Stadnickiego, w reżyserii Tadeusza Byrskiego, premiera 14 kwietnia 1959 roku w Teatrze Nowym w Poznaniu,
- „Nie igra się z miłością” Alfreda de Musset w reżyserii Ireny Byrskiej, premiera 3 września 1959 roku w Teatrze Polskim w Poznaniu.

### Asystent przy scenografiach Piotra Potworowskiego
- „Wesele” Stanisława Wyspiańskiego, w reżyserii Tadeusza Byrskiego, premiera 14 lutego 1959 roku w Teatrze Polskim w Poznaniu,
- „Faust” Goethego, w reżyserii Jerzego Grotowskiego.

## Projekty meblarskie
W 1961 roku Czesław Kowalski, wspólnie z żoną Bogusławą Kowalską, wziął udział w konkursie ogłoszonym przez Związkek Polskich Artystów Plastyków i Zjednoczenie Przemysłu Meblarskiego na projekt mebli do małych mieszkań. Ich propozycja, znana jako „meblościanka Kowalskich” lub „System MK”, zdobyła pierwsze wyróżnienie i zyskała popularność jako funkcjonalne rozwiązanie dla mieszkań w blokach z wielkiej płyty.
Meblościanka Kowalskich charakteryzowała się modułową konstrukcją, umożliwiającą dowolne zestawianie elementów takich jak szafki, biblioteczki, biurka czy chowane tapczany. Wykonana ze sklejki malowanej na wysoki połysk, była lekka, łatwa w montażu i tania w produkcji, co przyczyniło się do jej masowej produkcji od 1962 roku w zakładach w Łodzi i Bytomiu.
„Meble Kowalskich” stały się symbolem nowoczesności i funkcjonalności w okresie PRL-u. Szacuje się, że w latach 1965–1973 segment Kowalskich trafił do około stu tysięcy polskich mieszkań. Ich popularność była tak duża, że nazwa „meble Kowalskich” zaczęła być utożsamiana z meblami dla przeciętnego Polaka, zapominając niekiedy o nazwisku ich twórców.
Poza meblościanką, Kowalscy zaprojektowali również inne zestawy meblowe, takie jak „Łask” i „Łódź”, jednak to właśnie „System MK” przeszedł do historii jako ikona polskiego wzornictwa przemysłowego.

## Konteksty
Meble Kowalskich pozostają w pamięci zbiorowej Polaków jako symbol wyposażenia polskich mieszkań w PRL-u. Meble zobaczyć można w kadrach kultowych produkcji filmowych, takich jak serial „Czterdziestolatek” Jerzego Gruzy czy „Małżeństwo z rozsądku” Stanisława Barei. Muzeum Narodowe w Krakowie i Muzeum Narodowe w Warszawie zakupiły meblościanki Kowalskich do swoich kolekcji. W 2018 r. twórcy wystawy „Tango na 16 metrach kwadratowych” w warszawskiej Zachęcie sercem ekspozycji uczynili powiększoną do nienaturalnych rozmiarów meblościankę, powtórzenie projektu Bogusławy i Czesława Kowalskich. Krzesło zaprojektowane przez Czesława do legendarnego zestawu meblościanek, które jednak nie zostało wraz z nimi wyprodukowane, od 2014 roku zostało wprowadzone do produkcji przez nowymodel.org.